# Volldampf
Le Volldampf (ex-D. Else-Otto) est un ancien remorqueur à vapeur qui a été construit au chantier naval polonais Vulcan.
Aujourd'hui, il peut être vu au Musée allemand des techniques de Berlin dans le port historique berlinois (Historischer Hafen Berlin) .